# Nick Dasovic
Nick Robert Dasovic (Vancouver, 5 de dezembro de 1968) é um ex-futebolista profissional canadense de origem croata, que atuava como meia.

## Carreira
Nick Dasovic se profissionalizou no Dinamo Zagreb, em 1989.

## Seleção
Nick Dasovic integrou a Seleção Canadense de Futebol na Copa das Confederações de 2001.

## Títulos
Canadá
- Copa Ouro da CONCACAF de 2000